# 1 Pułk Piechoty Legii Nadwiślańskiej
1 Pułk Piechoty Legii Nadwiślańskiej – oddział piechoty okresu napoleońskiego.

## Formowanie i zmiany organizacyjne
Utworzony 31 marca 1808 z 1 Pułku Legii Polsko-Włoskiej. Wchodził w skład Legii Nadwiślańskiej.
W czasie przygotowań do inwazji na Rosję 1812 pułk wszedł w skład gwardii cesarskiej.
W 1813, z resztek czterech pułków piechoty Legii Nadwiślańskiej, utworzono jeden pod dowództwem płk. Stanisława Malczewskiego i w sierpniu przyłączono go do 27 Dywizja Izydora Krasińskiego.

## Żołnierze pułku
Pułkiem dowodzili:
- płk Józef Chłopicki (od stycznia 1812)
- Paweł Fądzielewski (zmarł 7 stycznia 1813)

## Walki pułku
Bitwy i potyczki

- Mallen (13 czerwca 1808)
- Alagon (14 czerwca 1808)
- oblężenie Saragossy (15 czerwca – 14 sierpnia 1808)
- oblężenie Saragossy (20 grudnia 1808 – 21 lutego 1809)
- Maria (15 czerwca 1809)
- Belchite (18 czerwca 1809)
- oblężenie Tarragony (zdobytej 28 czerwca 1811)
- oblężenie Murviedra (Saguntu) (zdobytego 28 października 1811)
- Smoleńsk (16 – 18 sierpnia 1812)
- Możajsk (7 września 1812)
- Krymskoje (10 września 1812)
- Czirikow (29 września 1812)
- Woronowo (2 października 1812)
- Tarutina (4 i 18 października 1812)
- Krasne (16 listopada 1812)
- nad rzeką Berezyną (25 – 29 listopada 1812)

## Chorągiew
Początkowo pułk używał chorągwi z wyobrażeniem koguta galijskiego, czapki frygijskiej i numeru z napisem: REPUBLIQUE FRANGAISE. Strefy pionowe: ciemnoniebieska, biała, czerwona. Wstążka przy numerach: biało-czerwona. Czapka frygijska czerwona. Kogut i gałązki w barwach naturalnych. 
Opis sporządził Bronisław Gembarzewski według rysunku Bolesława Starzeńskiego z Biblioteki Jagiellońskiej w Krakowie. Przy tym rysunku znajdowała się notatka, iż na odwrocie chorągwi był napis: „Legion Polonaise” i że chorągiew była ofiarowana Legii Polskiej we Włoszech w roku rewolucyjnym IX (1800/1801) przez pierwszego konsula, Napoleona Bonapartego
Następnie chorągiew przeszła do 1 pułku piechoty Legii Nadwiślańskiej w korpusie Sucheta w Hiszpanii. W stanie całkowitego zniszczenia, tak że tylko strzępy pozostały przy drzewcu, została zwrócona Ministerium Wojny w dniu 26 marca 1812.
Na jej miejsce pułk 1 piechoty Nadwiślańskiej otrzymał nową chorągiew.
Chorągiew pułku 1 piechoty Legii Nadwiślańskiej
Bławat o wymiarach 108 cm x 108 cm z jedwabiu w strefy pionowe: niebieską, białą i czerwoną, licząc od drzewca. Napis haftowany złotem: L'/EMPEREUR/NAPOLEON/AU/REGIMENT/POLONAIS. Wkoło haft złotem szerokości 27 cm w kształcie liści wawrzynowych, z frędzlą złotą szerokości 2,5 cm.
Drzewce malowane na czarno długości 226,5 cm licząc od górnego brzegu bławatu. Na drzewcu orzeł cesarski brązowy złocony wysokości wraz z podstawą i tulejką 31 cm, szerokości 22 cm. Orzeł trzyma w szponach pioruny i siedzi na tablicy z numerem: 1. Pod orłem sznur złoty z dwoma chwastami złotymi.
Muzeum Wojska Polskiego w Warszawie.